# Maria Carlsson
 (décembre 2017).
Marie Carlsson (aussi nommée Marie Carlsson-Augstein) est une traductrice littéraire née en 1937.

## Biographie
Marie Carlsson a été mariée avec le journaliste Hans-Joachim Sperr  jusqu'à sa mort en 1963. Elle a par la suite nouée une liaison avec l'éditeur Rudolf Augstein. Leur fille Franziska Augstein naquit en 1964. Par une liaison avec Martin Walser, elle eut un garçon : Jakob Augstein, né en 1967. Maria Carlsson et Rudolf Augstein se marièrent en 1968, mais il divorcèrent deux ans après.
Marie Carlsson est traductrice depuis les années 1950 ; elle est avant tout traductrice d'œuvres anglaises de John Updike. En 1994, elle reçoit le prix Heinrich Maria Ledig-Rowohlt-Preis et, en 2002 le prix Helmut-M.-Braem.

## Traductions
- David Brett: Ultramarin. Reinbek, près de Hambourg à 1970
- Lawrence Durrell: Balthazar. Hambourg, 1959 (traduit avec Laurence de Uslar)
- Lawrence Durrell: Justine. Hambourg, 1958
- Lawrence Durrell: Mountolive, Reinbek, près de Hambourg, 1960 (traduit avec Laurence de Uslar)
- William Faulkner: Als ich im Sterben lag. Reinbek près de Hambourg, 2012
- James Hanley: Für immer und ewig. Reinbek près de Hambourg, 1966
- Paul M.: Nicht enden soll die Fahrt. Frankfurt am Main, 1964
- David H. Lawrence: Lady Chatterley. Reinbek près de Hambourg, 1960
- Mary McCarthy: Der Zauberkreis. Munich [entre autres], 1967
- Carson McCullers: Die Quadratwurzel aus wundervoll. Frankfurt am Main, 1962
- Yehudi Menuhin: Vom König, vom Kater un der Fiedel. Berlin, 1983
- David Mercer: Flint. Zurich, 1971
- Vladimir Nabokov: Lolita. Reinbek près de Hambourg, en 1964 (traduit avec Helen Hessel)
- Reynolds Price: Ein ganzer Mann. Frankfurt am Main, 1967
- John Updike: Ehepaare, Reinbek près de Hambourg, en 1969
- John Updike: Erinnerungen an die Zeit unter Ford. Reinbek près de Hambourg 1994
- John Updike: Das Fest am Abend. Frankfurt a.M., 1961
- John Updike: Gegen Ende der Zeit. Reinbek près de Hambourg 2000
- John Updike: Gertrude und Claudius. Koch à 2001
- John Updike: Gesammelte Erzählungen. Reinbek près de Hambourg, en 1971,
- John Updike: Glücklicher war ich nie. Frankfurt am Main, 1966
- John Updike: Golfträume. Reinbek près de Hambourg en 1999
- John Updike: Gott und die Wilmots, Reinbek près de Hambourg en 1998
- John Updike: Hasenherz. Frankfurt am Main, 1962
- John Updike: Die Hexen von Eastwick. Reinbek près de Hambourg, en 1985
- John Updike: Der Mann, der ins Sopranfach wechselte. Reinbek près de Hambourg en 1997
- John Updike: Rabbit, eine Rückkehr. Reinbek près de Hambourg, 2002
- John Updike:  Rabbit in Ruhe. Reinbek près de Hambourg, 1992
- John Updike: Selbst-Bewusstsein. Reinbek / Hambourg, 1990
- John Updike: Sucht mein Angesicht. Reinbek près de Hambourg, 2005
- John Updike:Die Tränen meines Vaters und andere Erzählungen. Reinbek près de Hambourg en 2011
- John Updike: Der weite Weg zu zweit. Reinbek près de Hambourg 1982
- John Updike: Wie war’s wirklich. Reinbek près de Hambourg en 2004
- John Updike: Die Witwen von Eastwick. Reinbek près de Hambourg, 2009 (traduit avec Angela Praesent)
- John Updike: Der Zentaur. Frankfurt am Main, 1966
- Edward A. Whitehead: Alpha Beta. Berlin, 1975